# 2008年2月逝世人物列表
2008年逝世人物列表：1月 - 2月 - 3月 - 4月 - 5月 - 6月 - 7月 - 8月 - 9月 - 10月 - 11月 - 12月
2008年2月逝世人物列表，是用于汇总2008年2月期间逝世人物的列表。

## 依日期排序

### 2日
- 姚卓然，78歲，1950至60年代香港著名足球運動員。[1]
- 喬舒亞·萊德伯格（Joshua Lederberg），82歲，美國分子生物學家，曾獲諾貝爾生理學或醫學獎。[2]

### 4日
- 格威迪的托馬斯勳爵（Lord Thomas of Gwydir），87歲，英國政治家，前英國保守黨主席（1970年－1972年）及威爾斯大臣（1970年－1974年）。BBC（页面存档备份，存于）

### 5日
- 傅伯寧，48歲，台灣作家，著有《單親爸爸手記》。東森新聞報（页面存档备份，存于）

### 6日
- 陳衣凡，95歲，中華民國(台灣)空軍二級上將，前空軍總司令。軍事新聞網
- 玛哈礼希‧玛赫西‧优济，91歲，印度超覺靜坐大師。新浪新浪網（页面存档备份，存于）

### 8日
- 馮理達，83歲，中國愛國將領馮玉祥將軍和中華人民共和國衛生部第一任部長李德全長女、中國人民解放軍海軍總醫院原副院長。人民網（页面存档备份，存于）
- 劉立千，98歲，中國社會科學院民族研究所特約研究員、西南民族學院民族研究所兼職教授、四川民族理論學會榮譽理事、原民族出版社藏文編譯室副主任。中國藏學[]

### 10日
- 吳瑞(Ray Wu)，81歲，基因工程及雜交水稻領域的先驅者和奠基人，中華民國中央研究院第14屆(生命科學組)院士。cornell university（页面存档备份，存于）、中央研究院（页面存档备份，存于）
- 萊·史德（Roy Scheider），75歲，電影《大白鯊》男主角。紐約時報（页面存档备份，存于）

### 11日
- 湯姆·蘭托斯（Tom Lantos），80歲，美國眾議院外交關係委員會主席。紐約時報

### 13日
- 林之助，91歲，台灣畫家。中時電子報
- 市川崑，92歲，日本電影導演。明報

### 14日
- 拉爾夫·豪厄爵士（Sir Ralph Howell），84歲，英國下議院保守黨籍北諾福克選區議員（1970年－1997年）。每日電訊報（页面存档备份，存于）

### 16日
- 陸增鏞，82歲，香港中文大學崇基學院校董、香港中華廠商聯合會名譽會長。明報（页面存档备份，存于）

### 17日
- 阿蘭·羅伯-格里耶 (Alain Robbe-Grillet), 85歲，法國作家，獨立電影人。紐約時報（页面存档备份，存于）
- 廖泉裕，70歲，台灣前雲林縣縣長。蘋果日報

### 18日
- 狄克·諾爾斯爵士（Sir Dick Knowles），90歲，英國伯明翰市議會領袖（1984年－1993年）。the Stirrer（页面存档备份，存于）、伯明翰郵報（页面存档备份，存于）

### 19日
- 沈殿霞，62歲，香港著名電視藝人。香港電台（页面存档备份，存于）、新華網（页面存档备份，存于）、東森新聞（页面存档备份，存于）、BBC中文網（页面存档备份，存于）

### 20日
- 浩然，原名張金廣，76歲，中國作家。中國新聞網（页面存档备份，存于）

### 21日
- 埃文·米查姆（Evan Mecham），83歲，美國亞利桑那州州長（1987年－1988年）。azcentral
- 辛妮·勞裡（Sunny Lowry），97歲，首位游泳橫渡英倫海峽的英國女性。BBC
- 蘇菲·阿布·塔勒卜（Sufi Abu Taleb），83歲，埃及政治家，曾於1981年任埃及總統。路透社
- 天寶，92歲，中共西藏自治區黨委書記、西藏自治區人民政府主席、四川省委書記、四川省人民政府副省長。人民網（页面存档备份，存于）

### 22日
- 豐永常代（豊永常代），113歲，死時為日本最年長的人士。Japan Today

### 23日
- 尹雪曼，90歲，台灣作家。聯合報（页面存档备份，存于）
- 亞內茲·德爾諾夫舍克，57歲，斯洛文尼亞總理（1992年－2002年）及斯洛文尼亞總統（2002年－2007年）。Daily News

### 25日
- 弗拉基米尔·特罗申，81岁，俄罗斯（前苏联）歌手、电影、戏剧演员。北京日报（页面存档备份，存于）
- 特列寧·晃子, 36歲, 日本女作家. 唯一作品<<請照顧我女兒>>作者. 脊髓惡性腫瘤病逝. 大田出版社（页面存档备份，存于）

### 26日
- 房道龍，又名陳志平，94歲，香港電影明星成龍的父親。蘋果動新聞

### 27日
- 小威廉·巴克利（William F. Buckley, Jr.），82歲，美國保守派政論家。[3][4]

### 29日
- 黃辛白，87歲，前中華人民共和國教育部副部長[5]
- 唐景森，68歲，香港著名塑雕家。[6]